# Jan Svoboda (fotbalista)
Jan Svoboda (* 20. srpna 1960) je bývalý československý fotbalista.

## Fotbalová kariéra
V lize hrál za TJ Vítkovice. V československé lize nastoupil ve 2 utkáních. Dále hrál za Škodu Plzeň a LIAZ Jablonec.

## Ligová bilance
| Ročník                                   | Zápasy | Góly | Klub          |
| ---------------------------------------- | ------ | ---- | ------------- |
| 1. československá fotbalová liga 1981/82 | 2      | 0    | TJ Vítkovice  |
| 1. česká národní liga 1982/83            | 28     | 1    | Škoda Plzeň   |
| 1. česká národní liga 1983/84            | 11     | 0    | Škoda Plzeň   |
| 1. česká národní liga 1983/84            | 10     | 1    | LIAZ Jablonec |
| 1. česká národní liga 1984/85            | 15     | 1    | LIAZ Jablonec |
| CELKEM                                   | 66     | 3    |               |